# Cranbrook (Devon)
Pour les articles homonymes, voir Cranbrook (homonymie).
Cranbrook est une ville et une paroisse civile du Devon, situé dans l'Angleterre du Sud-Ouest.

## Géographie
Elle est située dans le East Devon, près de Exeter.